# Wasilis Gumas
Wasilis Gumas (gr. Βασίλης Γκούμας; ur. 15 listopada 1946) – grecki koszykarz.

## Osiągnięcia
Na podstawie, o ile nie zaznaczono inaczej.

### Zawodnicze
Drużynowe
- Brąz mistrzostw Grecji (1970, 1978)
- Zdobywca Pucharu Grecji (1981)
- Finalista Pucharu Grecji (1980)
- Uczestnik TOP 16:
  - Pucharu Koracia (1975/76, 1979–1981, 1982–1985)
  - Pucharu Saporty (1981/82)

Indywidualne
- Lider strzelców:
  - ligi greckiej (1970, 1974, 1975, 1977)
  - finałów Pucharu Grecji (1981)
- Uczestnik FIBA All-Star Game (1974)

Reprezentacja
- Uczestnik:
  - mistrzostw Europy (1967 – 12. miejsce, 1969 – 10. miejsce, 1973 – 11. miejsce, 1975 – 12. miejsce)